# El paréntesis de Gutenberg
El Paréntesis de Gutenberg es una teoría formulada originalmente por el profesor Lars Ole Sauerberg del Institute for Literature, Media and Cultural Studies de la Universidad de Dinamarca del Sur. En 2007 se lanzó el proyecto “The Gutenberg Parenthesis Research Forum“, cuyas conclusiones sostienen que el período de la imprenta es un paréntesis entre la primera oralidad (es decir, preimprenta) y la tercera oralidad, o sea el actual periodo de la predominancia de Internet.

## Orígenes
En el año 1440 Johannes Gutenberg, un orfebre alemán crea la imprenta con tipos móviles moderna y cambia el mundo drásticamente. Los textos ya no eran solo para algunos priviligiados, sino que comenzaron a ser más accesibles, lo que dio un gran impulso al desarrollo de la sociedad, facilitando la ampliación de la escolarización, los mercados editoriales, la expansión de distintas culturas, entre otras cosas.
Durante 500 años, desde el 1500 al 2000, se producen una infinidad de libros, los cuáles se convierten en sinónimo de relevancia cultural y conocimiento. Esos 500 años fueron analizados por Thomas Pettitt, de la University of Southern Denmark, y en su exponencia sobre The Gutenberg Parenthesis: Oral Tradition and Digital Technologies y pone en jaque a los estudiosos de la era digital y nombra a ese periodo de tiempo como "El paréntesis de Gutenberg".

## Desarrollo
La invención de la imprenta de tipos móviles trajo consigo un cambio drástico en las condiciones de acceso y distribución de conocimiento, dejando de ser algo para privilegiados y tomando un carácter más popular. Este cambio no solo afectó las condiciones materiales que facilitaron el acceso a la información a través de la distribución masiva de libros como los conocemos, sino que también, se afectó la naturaleza misma del conocimiento. Es decir, el modo de producción propio de la imprenta desarrolló la forma en la que la sociedad valora el rol del autor y las formas de producción intelectual. Un libro es un texto elaborado, que una vez que el autor o los autores llegan a la versión final de este, comienzan a producirlo en masa y distribuirlo, luego los lectores comienzan a leerlo y su contenido se convierte en algo imposible de cambiar. Hasta ese momento de la historia, esa noción de edición era desconocida ya que la cultura oral predominaba sobre la escrita y la copia era manuscrita.
Paradójicamente el Internet y la cultura digital nos coloca en un panorama más similar a la cultura oral que existía antes del paréntesis de Gutenberg, en donde el texto es algo editable y en constante revisión, ya que el autor deja de ser autor de origen para convertirse en reproductor de otras voces, una dinámica de copy/paste que define la nueva forma de producción textual.

## El "retroceso"
Lo interesante de la cuestión de "El Paréntesis" es que propone un "retroceso" de ciertos valores consolidados durante cinco siglos de libros impresos, valores que teóricamente fueron los desencadenantes de cuestiones como el individualismo, el pensamiento crítico y la modernidad. El desarrollo del conocimiento en el panorama actual tiene una de sus bases en lo que representa la autoría de las obras y la teoría de Pettitt plantea que esto está cambiando.
El «retroceso» sería en realidad un regreso a una tradición donde la oralidad, la remezcla, lo fragmentario y la producción impersonal y colectiva eran el paradigma dominante.